# Acanthogorgia paratruncata
Acanthogorgia paratruncata is een zachte koraalsoort uit de familie Acanthogorgiidae. De koraalsoort komt uit het geslacht Acanthogorgia. Acanthogorgia paratruncata werd in 1947 voor het eerst wetenschappelijk beschreven door Stiasny. 